# Erebia erinoides
Erebia erinoides är en fjärilsart som beskrevs av Higgins 1930. Erebia erinoides ingår i släktet Erebia och familjen praktfjärilar. Inga underarter finns listade i Catalogue of Life.